# Эвенкийская ГЭС
Эвенки́йская гидроэлектроста́нция (Туруха́нская ГЭС) — нереализованный проект ГЭС на реке Нижней Тунгуске, в Красноярском крае.

## Технические характеристики
Проектная установленная мощность ГЭС от 8 до 12 ГВт, среднегодовая выработка — 46 млрд кВт·ч (больше, чем у всего Волжско-Камского каскада ГЭС). Возможно увеличение мощности ГЭС до 20 ГВт при той же выработке с целью использования водохранилища ГЭС как государственного энергетического резерва. В здании ГЭС предполагается установить 8 — 12 (20) радиально-осевых гидроагрегатов мощностью по 1000 МВт, работающих при максимальном напоре 184 метра. Плотина ГЭС должна создать Эвенкийское (Туруханское) водохранилище площадью 9400 км², полным объёмом 409,4 км³ и полезным объёмом 101,0 км³, длиной около 1200 км. При этом будет необходимо переселить 8000 человек, в том числе из попадающего в зону затопления посёлка Тура (административного центра Эвенкии) — 5500 человек. Объём лесосводки на ложе водохранилища оценивается в 4,7 млн м³.
Тип плотины ГЭС окончательно не определён. Рассматриваются два варианта: с гравитационной бетонной и с насыпной плотинами. Высота плотины должна составить около двухсот метров.
Ниже плотины Эвенкийской ГЭС планируется строительство контррегулирующей ГЭС значительно меньшей мощности, главной задачей которой является выравнивание неравномерности сбросов основной ГЭС. Мощность контррегулирующей ГЭС 790 МВт при среднегодовой выработке 3,8 млрд кВт·ч.
Электроэнергия ГЭС должна передаваться в Тюменскую область и далее в Европейскую часть России по двум ЛЭП постоянного тока напряжением 1500 кВ протяжённостью 3500 км, не имеющим аналогов в России. Также данные ЛЭП позволят объединить с объединённой энергосистемой изолированный Норильский район, что позволит приступить к реализации других гидроэнергетических проектов. ГЭС должна иметь стратегическое значение и регулировать пиковые нагрузки всей энергосистемы центра России. Обладая огромным запасом воды, Эвенкийская ГЭС легко может скомпенсировать даже значительный скачок энергопотребления, связанный, например, со значительным похолоданием. Также представляет интерес идея использования Эвенкийской ГЭС для работы совместно с крупной Мезенской приливной электростанцией для сглаживания неравномерности выработки последней.
Общая стоимость строительства (включая ЛЭП) оценивается в 11,9 миллиарда долларов. Финансирование проектно-изыскательских работ по ГЭС было включено в инвестиционную программу ГидроОГК на 2007 год.
Современный проект Эвенкийской ГЭС создан институтом «Ленгидропроект».

## Планируемая организация строительства
Согласно заявлению главного инженера проекта, Владимира Львовского, строительство Эвенкийской ГЭС с учётом подготовительного периода займёт не менее восемнадцати лет. Поэтапный ввод линий электропередачи от Эвенкийской ГЭС, в первую очередь до Тюменской области и Урала, должен начаться с седьмого года строительства.
Строительство ГЭС планируется вести вахтовым методом с доставкой грузов по Енисею. Не исключено, что строительство ГЭС послужит стимулом для возобновления строительства Приполярной железной дороги, прекращённого в начале 1950-х годов.
Согласно плану, на первом этапе осуществляется достройка Нижне-Курейской ГЭС мощностью 180 МВт, которая должна обеспечить энергоснабжение стройки.

## История проекта
Планы строительства в период до 1980 года Нижне-Тунгусской ГЭС в числе 180 новых крупных гидроэлектростанций были озвучены Н. С. Хрущёвым 18 октября 1961 года в докладе о Третьей Программе КПСС на XXII съезде КПСС.
Подготовительные работы по строительству Туруханской ГЭС были начаты в конце 1980-х годов, но к началу 1990-х годов были остановлены как из-за протестов экологов, пользовавшихся в то время большой общественной поддержкой, так и из-за ухудшения экономического состояния страны, сопровождавшегося падением энергопотребления. В 1990-х годах рассматривались различные варианты ГЭС, отличающиеся напором и, соответственно, мощностью и выработкой — например, существует вариант ГЭС мощностью 6300 МВт и выработкой 29 млрд кВт·ч при напоре в сто сорок метров, вариант мощностью 14 тыс. МВт и другие. В 2005 тема строительства Туруханской ГЭС (переименованной к этому времени в Эвенкийскую) снова была поднята главами РАО «ЕЭС России» А. Б. Чубайсом и ОАО «ГидроОГК» В. Синюгиным. Планируется, что электроэнергия ГЭС будет передаваться в Европейскую часть России для покрытия дефицита энергосистемы. Проект Эвенкийской ГЭС поддерживается администрацией Красноярского края.

### Хроника
- Финансирование проектно-изыскательских работ по ГЭС включено в инвестиционную программу ГидроОГК на 2007. В 2006—2007 годах ГидроОГК провело работы по обследованию территории гидроузла;
- В апреле 2007 года было заявлено, что строительство ГЭС при мощности 8000 МВт включено в Генеральную схему размещения объектов электроэнергетики до 2020 года;
- 26 апреля 2007 года ЗАО «Богучанская ГЭС» (дочернее предприятие ОАО «ГидроОГК»), объявило конкурс на проведение работ по следующим позициям: обоснования инвестиций в строительство Эвенкийского гидроузла; инженерные изыскания для стадии обоснования инвестиций в строительство Эвенкийского гидроузла;
- 19 июля 2007 года губернатор Красноярского края В. Хлопонин обсудил с президентом России В. Путиным проект строительства ГЭС, проект получил одобрение президента;
- 23—24 августа 2007 года в Туруханском районе состоялось совещание под руководством А. Б. Чубайса, в результате которого принято решение подготовить пакет документов в Правительство России для принятия окончательного решения о строительстве ГЭС. Планируется, что в случае принятия решения о строительстве ГЭС, оно может начаться в 2010 году.
- 24 января 2008 года экологические общественные организации обратились к Совету безопасности и правительству РФ с требованием свернуть реализацию чрезвычайно опасного проекта по строительству Эвенкийской гидроэлектростанции[5].
- 7 февраля 2008 года в письме к главе Эвенкийского муниципального района жители п. Тутончаны выразили протест против строительства гидроэлектростанции на реке Нижняя Тунгуска[6].
- В марте 2008 года опубликована утверждённая Правительством РФ Генеральная схема размещения объектов электроэнергетики до 2020 года[7], в которую включена Эвенкийская ГЭС и её контррегулятор. Согласно этому документу, в 2016—2020 годах планировалось ввести 8000 МВт мощности на Эвенкийской ГЭС и ещё 150 МВт на Нижне-Курейской ГЭС.
- В июне 2008 года в Красноярске открылась общественная приёмная по вопросам оценки воздействия на окружающую среду Эвенкийской ГЭС.
- 18 июля 2008 года Всемирный фонд дикой природы (WWF) и коалиция общественных природоохранных организаций направили в правительство РФ обращение с призывом приостановить разработку предпроектной документации Эвенкийской ГЭС[8]. В этом же месяце в эвенкийских поселках прошли общественные слушания по проекту технического задания на подготовку материалов «Оценки воздействия на окружающую среду» (ОВОС) Эвенкийской ГЭС[9].
- 1 сентября 2008 года красноярское общественное объединение «Плотина. Нет!» обратилось с официальным письмом[10] к государственным и частным организациям, имеющим отношение к проекту строительства Эвенкийской ГЭС, с перечнем замечаний по экологическим аспектам предполагаемого строительства гидроэлектростанции.
- 11 сентября 2008 года «Ленгидропроект» в официальном ответе на письмо «Плотина. Нет!» признал, что в проекте плотины Эвенкийской ГЭС не предусматривается строительство рыбопропускных сооружений и судоходных шлюзов[11].

- 24 сентября 2008 года в Общественной палате РФ состоялись слушания на тему «Перспективный план развития гидроэнергетики». На слушаниях была представлена карта предполагаемого водохранилища Эвенкийской ГЭС, разработанная WWF совместно с некоммерческим партнерством «Прозрачный мир». На основе наиболее детальных из доступных в настоящее время данных о рельефе, полученных с топографической карты масштаба 1: 200 000, эксперты сделали вывод, что заполнение водохранилища при расположении створа гидроузла на расстоянии 59,5 км от устья реки Нижней Тунгуски до отметки НПУ 120 мБС невозможно, так как в этом случае будет происходить перелив воды из долины Нижней Тунгуски через седловины в верховьях её притока — реки Летней — в бассейн реки Сухой Тунгуски и далее в Енисей[12]. Главный инженер по водохранилищам «Ленгидропроекта» Виталий Иванов пояснил, что во избежание такого перелива эскиз проекта включает возведение ряда перехватывающих дамб[13].
- 26 сентября 2008 года красноярское общественное объединение «Плотина. Нет!» в своем пресс-релизе отметило, что строительство Эвенкийской ГЭС нарушит резолюцию Комитета ООН по ликвидации расовой дискриминации[14], рекомендовавшего правительству Российской Федерации отказаться от проекта строительства Эвенкийской ГЭС из-за угрозы, который он несет традиционному укладу коренных народов Эвенкии[15].
- 14 октября 2008 года красноярское общественное объединение «Плотина. Нет!» направило новое официальное письмо в адрес ОАО «Ленгидропроект ГидроОГК», которое в числе прочих поднимает вопросы по созданию собственного флота на водохранилище при Эвенкийской ГЭС, а также влиянию предполагаемого Эвенкийского моря на полости подземных ядерных взрывов, попадающие в зону его воздействия[16].
- 16 октября 2008 года в газете «Комсомольская правда» в статье «Кто может спасти то, чего нет?» журналист Елена Артемова усомнилась в существовании эвенкийской культуры: «Большинство аргументов противников строительства ГЭС на Нижней Тунгуске связаны с опасениями за исчезновение традиционного быта эвенков. Как можно уберегать от разрушения того, что давно не существует?»[17].
- 21 октября 2008 года жители Эвенкии направили президенту РФ, губернатору Красноярского края и председателю местного Законодательного Собрания письмо с требованием остановить проект строительства Эвенкийской ГЭС. Письмо подписали более двух тысяч человек, что составляет 14,4 % населения Эвенкии[18].
- 4 ноября 2008 года Департамент государственной политики и регулирования в сфере охраны окружающей среды и экологической безопасности Министерства природных ресурсов и экологии РФ официально сообщил, что замечания общественного объединения «Плотина. Нет!» учтены при подготовке замечаний Минприроды России на проект технического задания на ОВОС Эвенкийской ГЭС[19].

## Критика проекта

### Экологические доводы
Проект Туруханской ГЭС вызывает критику со стороны различных экологических организаций. Согласно их мнению, вероятны следующие неблагоприятные последствия сооружения ГЭС:
- засоление водохранилища и нижнего течения Енисея в результате выхода подземных рассолов,
- радиационное загрязнение в результате разгерметизации полостей подземных ядерных взрывов,
- переработка берегов водохранилища и активизация оползневых процессов,
- опасность протаивания многолетней мерзлоты и спуска водохранилища,
- усиление парникового эффекта вследствие разложения затопленной в водохранилище растительности и почвенного покрова, ухудшение качества воды в водохранилище и Енисее[20],
- неблагоприятные изменения местного климата,
- нарушение природных путей миграции северных оленей и их массовая гибель,
- потеря охотничьих угодий,
- ухудшение условий существования коренного населения — эвенков, потеря их национальной идентичности,
- затопление больших объёмов леса — залесенная площадь 806,3 тыс. га, запас древесины 53 млн м³,
- непредсказуемое влияние на сейсмические процессы

### Контраргументы против критики экологами
Сторонникам строительства часть аргументов экологов представляется малообоснованными, другие считаются решаемыми. В частности, затапливаемый лес имеет низкое качество и расположен в большинстве своём в недоступных для разработки местах и поэтому не имеет промышленного значения. Проектируемое водохранилище будет весьма холодным, что приведет к крайне медленному разложению затопленной растительности и почв, не оказывающему существенного отрицательного влияния на качество воды. Численность переселяемого населения очень незначительна для проекта такого уровня (при создании сопоставимой ГЭС «Три ущелья» в Китае переселяется более миллиона человек), условия его проживания после переселения должны улучшиться. Ущерб рыбным запасам может быть скомпенсирован искусственным разведением, кроме того, водохранилище будет иметь собственное рыбопромысловое значение. Расположение водохранилища в малонаселённом районе минимизирует неблагоприятные последствия изменения микроклимата. Следует отметить, что в похожих условиях расположены Усть-Хантайская, Курейская, Вилюйская и Колымская ГЭС с крупными водохранилищами, эксплуатация которых не выявила масштабных экологических проблем. Выработка ГЭС большого количества возобновляемой энергии позволит предотвратить сжигание большого количества органического топлива и попадание в атмосферу парниковых газов и вредных веществ.

### Дискуссия об экономической целесообразности проекта
Критики проекта отмечают, что район Эвенкии не относится к благоприятным для постоянной жизни людей, создания промышленных предприятий и объектов инфраструктуры. Помимо существенного удорожания капитальных затрат на строительство самой электростанции и ЛЭП, это означает, что энергия ГЭС должна передаваться за пределы Эвенкии, поскольку местных потребителей нет и не будет. Однако вся Восточная Сибирь является энергоизбыточным регионом, следовательно энергию необходимо передавать в Европейскую часть страны. Опыта реализации подобных проектов сверхдальней переброски электроэнергии у российских энергетиков нет. К тому же значительная часть энергии будет потеряна в сетях, что снизит экономическую эффективность проекта.
Сторонники проекта полагают, что размещение ГЭС в удалённом малообжитом районе является правильным решением, поскольку в этом случае минимизируются затраты на переселение людей из зоны затопления и обустройство водохранилища, вносящие существенный вклад в стоимость ГЭС. Расположение станции в нижнем течении крупной судоходной реки позволяет организовать надёжную схему доставки грузов для строительства речным транспортом. Энергоснабжение стройки предполагается организовать от расположенной неподалёку Курейской ГЭС. Проект изначально ориентирован на переброску электроэнергии в европейскую часть страны по двум ЛЭП постоянного тока, потери в которых, по сравнению с классическими ЛЭП на переменном токе, существенно ниже. Опыт проектирования и строительства подобных ЛЭП имеется — в 1980-х годах была спроектирована и частично построена ЛЭП постоянного тока для сверхдальней передачи электроэнергии «Экибастуз-Тамбов» (которая, впрочем, не была введена в эксплуатацию по причине распада СССР). За рубежом также имеется богатый опыт строительства и эксплуатации подобных ЛЭП — с помощью них, в частности, передаётся электроэнергия от каскада крупных ГЭС «Ла Гранд» в Канаде.